# Borboropactus
Borboropactus es un género de arañas cangrejo de la familia Thomisidae.

## Especies
- Borboropactus asper (O. Pickard-Cambridge, 1884)
- Borboropactus australis (Lawrence, 1937)
- Borboropactus biprocessus Tang, Yin & Peng, 2012
- Borboropactus bituberculatus Simon, 1884
- Borboropactus brevidens Tang & Li, 2010
- Borboropactus cinerascens (Doleschall, 1859)
- Borboropactus elephantus (Tikader, 1966)
- Borboropactus javanicola (Strand, 1913)
- Borboropactus jiangyong Yin, Peng, Yan & Kim, 2004
- Borboropactus longidens Tang & Li, 2010
- Borboropactus noditarsis (Simon, 1903)
- Borboropactus nyerere Benjamin, 2011
- Borboropactus silvicola (Lawrence, 1938)
- Borboropactus squalidus Simon, 1884
- Borboropactus vulcanicus (Doleschall, 1859)

#### Sinonimia
- Borboropactus bangkongeus Barrion & Litsinger, 1995 = Borboropactus cinerascens (Doleschall, 1859)
- Borboropactus divergens (Hogg, 1914) = Borboropactus bituberculatus Simon, 1884
- Borboropactus hainanus Song, 1993 = Borboropactus bituberculatus Simon, 1884
- Borboropactus mindoroensis Barrion & Litsinger, 1995 = Borboropactus cinerascens (Doleschall, 1859)
- Borboropactus umaasaeus Barrion & Litsinger, 1995 = Borboropactus cinerascens (Doleschall, 1859)

#### Nomen dubium
- Borboropactus cinerascens (Strand, 1907)